# Josua Nicolzon Wassenaar
Josua Nicolzon Wassenaar (Nijehaske, 11 april 1848 – Utrecht 14 januari 1887) was een Nederlandse burgemeester.

## Biografie
Nicolzon Wassenaar was een zoon van de predikant Jarig Jans Wassenaar en IJtje Nicolzon. Hij was gehuwd met Wesselina Drenth, dochter van de boerenknecht Egbert Wessels Drenth en Jantje Everts Oosterwijk uit Borger.
De familienaam "Wassenaar" werd bij Koninklijk Besluit van 13 augustus 1849, nr. 68 gewijzigd in "Nicolzon Wassenaar".
Nicolzon Wassenaar was van 1875-1881 burgemeester van Nieuwe Pekela. Van 1881-1887 vervulde hij dezelfde functie te Idaarderadeel.